# Műugrás a 2018-as úszó-Európa-bajnokságon
2018. augusztus 6. és augusztus 12. között került megrendezésre a skót fővárosban, Edinburghban – az úszó-Európa-bajnokság keretein belül – a műugró-Európa-bajnokság.

## A versenyszámok időrendje
Az Európa-bajnokság eseményei helyi idő szerint (GMT +00:00):
| augusztus 6., hétfő       | augusztus 7., kedd                      | augusztus 8., szerda              | augusztus 9., csütörtök                     | augusztus 10., péntek                    | augusztus 11., szombat             | augusztus 12., vasárnap               |
| ------------------------- | --------------------------------------- | --------------------------------- | ------------------------------------------- | ---------------------------------------- | ---------------------------------- | ------------------------------------- |
|                           | 9:30-10:30 Férfiak 1 m (selejtező)      | 9:30-10:30 Nők torony (selejtező) | 9:30-10:30 Férfiak 3 m (selejtező)          | 9:30-10:30 Nők 1 m (selejtező)           | 9:30-10:30 Nők 3 m (selejtező)     | 9:30-10:30 Férfiak torony (selejtező) |
| 12:00-13:00 csapatverseny |                                         |                                   |                                             |                                          |                                    | 12:30-13:30 Nők 3 m szinkron (döntő)  |
|                           | 13:30-14:30 Nők torony szinkron (döntő) | 13:30-14:30 Vegyes 3 m szinkron   | 13:30-14:30 Férfiak torony szinkron (döntő) | 13:30-14:30 Férfiak 3 m szinkron (döntő) |                                    | 13:30-14:30 Férfiak torony (döntő)    |
|                           | 14:40-15:40 Férfiak 1 m (döntő)         | 14:40-15:40 Nők torony (döntő)    | 15:00-16:00 Férfiak 3 m (döntő)             | 15:00-16:00 Nők 1 m (döntő)              | 15:30-16:30 Vegyes torony szinkron |                                       |
|                           |                                         |                                   |                                             |                                          | 17:00-18:00 Nők 3 m (döntő)        |                                       |

## A versenyen részt vevő nemzetek
Az EB-n 23 nemzet 111 műugrója – 62 férfi és 49 nő – vett részt, az alábbi megbontásban:
| Részt vevő nemzetek férfi / nő megbontásban | Részt vevő nemzetek férfi / nő megbontásban | Részt vevő nemzetek férfi / nő megbontásban | Részt vevő nemzetek férfi / nő megbontásban | Részt vevő nemzetek férfi / nő megbontásban | Részt vevő nemzetek férfi / nő megbontásban | Részt vevő nemzetek férfi / nő megbontásban | Részt vevő nemzetek férfi / nő megbontásban | Részt vevő nemzetek férfi / nő megbontásban | Részt vevő nemzetek férfi / nő megbontásban | Részt vevő nemzetek férfi / nő megbontásban | Részt vevő nemzetek férfi / nő megbontásban |
| ------------------------------------------- | ------------------------------------------- | ------------------------------------------- | ------------------------------------------- | ------------------------------------------- | ------------------------------------------- | ------------------------------------------- | ------------------------------------------- | ------------------------------------------- | ------------------------------------------- | ------------------------------------------- | ------------------------------------------- |
| nemzet                                      | F                                           | N                                           | nemzet                                      | F                                           | N                                           | nemzet                                      | F                                           | N                                           | nemzet                                      | F                                           | N                                           |
| Ausztria                                    | 1                                           | 1                                           | Görögország                                 | 2                                           | 0                                           | Litvánia                                    | 0                                           | 2                                           | Spanyolország                               | 2                                           | 0                                           |
| Bulgária                                    | 1                                           | 0                                           | Grúzia                                      | 2                                           | 0                                           | Németország                                 | 6                                           | 7                                           | Svájc                                       | 3                                           | 3                                           |
| Egyesült Királyság                          | 7                                           | 7                                           | Hollandia                                   | 3                                           | 2                                           | Norvégia                                    | 0                                           | 2                                           | Svédország                                  | 1                                           | 4                                           |
| Fehéroroszország                            | 4                                           | 1                                           | Horvátország                                | 0                                           | 1                                           | Olaszország                                 | 6                                           | 4                                           | Törökország                                 | 1                                           | 0                                           |
| Finnország                                  | 1                                           | 2                                           | Írország                                    | 2                                           | 1                                           | Oroszország                                 | 6                                           | 7                                           | Ukrajna                                     | 5                                           | 4                                           |
| Franciaország                               | 3                                           | 0                                           | Lengyelország                               | 2                                           | 1                                           | Örményország                                | 4                                           | 0                                           |                                             |                                             |                                             |

F = férfi, N = nő

## Eredmények

### Éremtáblázat
| #        | nemzet                   | arany | ezüst | bronz | összesen |
| 1        | Oroszország (RUS)        | 5     | 4     | 3     | 12       |
| 2        | Egyesült Királyság (GBR) | 4     | 5     | 1     | 10       |
| 3        | Németország (GER)        | 1     | 2     | 5     | 8        |
| 4        | Olaszország (ITA)        | 1     | 2     | 1     | 4        |
| 5        | Ukrajna (UKR)            | 1     | 0     | 1     | 2        |
| 6        | Hollandia (NED)          | 1     | 0     | 0     | 1        |
| 7        | Örményország (ARM)       | 0     | 0     | 1     | 1        |
| 7        | Franciaország (FRA)      | 0     | 0     | 1     | 1        |
| összesen | összesen                 | 13    | 13    | 13    | 39       |

### Éremszerzők
| versenyszám          | arany                                 | ezüst                                       | bronz                                     |
| férfiak              |                                       |                                             |                                           |
| 1 m                  | Jack Laugher                          | Giovanni Tocci                              | James Heatly                              |
| 3 m                  | Jack Laugher                          | Ilja Zaharov                                | Jevgenyij Kuznyecov                       |
| 3 m szinkron         | Jevgenyij Kuznyecov / Ilja Zaharov    | Jack Laugher / Chris Mears                  | Patrick Hausding / Lars Rüdiger           |
| 10 m                 | Alekszandr Bondar                     | Nyikita Slejher                             | Benjamin Auffret                          |
| 10 m szinkron        | Alekszandr Bondar / Viktor Minibajev  | Matthew Dixon / Noah Williams               | Vlagyimir Harutunjan / Lev Szargiszjan    |
| nők                  |                                       |                                             |                                           |
| 1 m                  | Marija Poljakova                      | Nagyezsda Bazsina                           | Elena Bertocchi                           |
| 3 m                  | Grace Reid                            | Alicia Blagg                                | Tina Punzel                               |
| 3 m szinkron         | Elena Bertocchi / Chiara Pellacani    | Lena Hentschel / Tina Punzel                | Nagyezsda Bazsina / Krisztina Ilinih      |
| 10 m                 | Celine van Duijn                      | Bátki Noémi                                 | Maria Kurjo                               |
| 10 m szinkron        | Eden Cheng / Lois Toulson             | Jekatyerina Beljajeva / Julija Tyimosinyina | Maria Kurjo / Elena Wassen                |
| vegyes csapatverseny |                                       |                                             |                                           |
| 3 m szinkron         | Tina Punzel / Lou Massenberg          | Grace Reid / Ross Haslam                    | Viktorija Keszar / Sztaniszlav Olifercsik |
| 10 m szinkron        | Julija Tyimosinyina / Nyikita Slejher | Lois Toulson / Matthew Lee                  | Christina Wassen / Florian Fandler        |
| csapat               | Szofija Liszkun / Oleg Kologyij       | Maria Kurjo / Lou Massenberg                | Julija Tyimosinyina / Jevgenyij Kuznyecov |

## Statisztika
| Nőknél                           | Nőknél                                                  | Nőknél                           | Férfiaknál                                                                    | Férfiaknál                                                                                         | Férfiaknál                                                       |
| A viadal legfiatalabb sportolója | A viadal legfiatalabb sportolója                        | A viadal legfiatalabb sportolója | A viadal legfiatalabb sportolója                                              | A viadal legfiatalabb sportolója                                                                   | A viadal legfiatalabb sportolója                                 |
| Sportoló neve                    | Születési idő és kor (2018. augusztus 6. szerint)       | Nemzet                           | Sportoló neve                                                                 | Születési idő és kor (2018. augusztus 6. szerint)                                                  | Nemzet                                                           |
| -------------------------------- | ------------------------------------------------------- | -------------------------------- | ----------------------------------------------------------------------------- | -------------------------------------------------------------------------------------------------- | ---------------------------------------------------------------- |
| Jekatyerina Beljajeva            | 2003. június 22. (15 évesen)                            | Oroszország                      | Alexandr Molchan                                                              | 2002. április 11. (16 évesen)                                                                      | Fehéroroszország                                                 |
| A viadal legidősebb sportolója   |                                                         |                                  |                                                                               | |                                                                  |
| Sportoló neve                    | Születési idő és kor (2018. augusztus 6. szerint)       | Nemzet                           | Sportoló neve                                                                 | Születési idő és kor (2018. augusztus 6. szerint)                                                  | Nemzet                                                           |
| Bátki Noémi                      | 1987. október 12. (30 évesen)                           | Olaszország                      | Vadzim Kaptur                                                                 | 1987. július 12. (31 évesen)                                                                       | Fehéroroszország                                                 |
| A legtöbb versenyszámban induló  |                                                         |                                  |                                                                               | |                                                                  |
| Sportoló neve                    | Versenyszám                                             | Nemzet                           | Sportoló neve                                                                 | Versenyszám                                                                                        | Nemzet                                                           |
| Anne Vilde Tuxen Helle Tuxen     | 1M / 3M / 3MS / 10M / 10 MS 1M / 3M / 3MS / 10M / 10 MS | Norvégia · Norvégia              | Giovanni Tocci Kacper Lesiak Jevgenyij Kuznyecov Vinko Paradzik Oleg Kologyij | TE / 1M / 3M / 3MS 1M / 3M / 3MS / 3MMS TE / 1M / 3M / 3MS TE / 1M / 3MMS / 10M TE / 1M / 3M / 3MS | Olaszország · Lengyelország · Oroszország · Svédország · Ukrajna |

___
1M = 1 m-es műugrás, 3M = 3 m-es műugrás, 3MS = 3m-es szinkronugrás, 3MMS = vegyes 3m-es szinkronugrás, 10M = toronyugrás, TE = vegyes csapatverseny